# Tajuria moltrechti
Tajuria moltrechti är en fjärilsart som beskrevs av Alfred Ernest Wileman 1911. Tajuria moltrechti ingår i släktet Tajuria och familjen juvelvingar. Inga underarter finns listade i Catalogue of Life.